# Quobna Ottobah Cugoano
Quobna Ottobah Cugoano   (Ajumako, 1757 - 1791 (>1791)) fou un abolicionista i activista britànic que va néixer a Àfrica Occidental. Nascut en una família Fante a Ajumako, va ser venut com a esclau als tretze anys i enviat a Granada a les Índies Occidentals. El 1772 va ser comprat per un comerciant que el va portar a Anglaterra, on Cugoano va aprendre a llegir i escriure, i es va emancipar. Finalment, va començar a treballar per als artistes Richard i Maria Cosway, coneixent com a resultat diverses figures polítiques i culturals britàniques destacades. Es va unir als Sons of Africa, un grup d'abolicionistes negres Abolicionistes al Regne Unit a Gran Bretanya, i va morir en algun moment després de 1791.

## Biografia
Va néixer Quobna Ottobah Cugoano el 1757 a Agimaque (Ajumako) a la Gold Coast (actual Ghana). Va néixer en una família Fante,poble que constituiria més tard Ghana, Als 13 anys, Cugoano va ser segrestat amb un grup de nens, vengut com a esclavitud i transportat des de Costa del Cap en un vaixell d'esclaus a Granada. Va treballar en una plantació al Les Antilles fins que va ser comprat el 1772 per Alexander Campbell, propietari d'una plantació escocès, que el va portar a casa seva. A finals de 1772, Campbell el va portar amb ell a una visita a Anglaterra on Cugoano va poder assegurar la seva llibertat. El 20 d'agost de 1773, va ser batejat a l'St James's Church, Piccadilly, com a "John Stuart - un negre, de 16 anys".
El 1784, els artistes Richard Cosway i la seua esposa Maria el contracten com a servent. Això fou un punt d'inflexió en la seua vida, ja que li serví per a conèixer diverses personalitats del moment. Al costat d'Olaudah Equiano i altres africans educats al Regne Unit, creà Sons of Africa (Fills d'Àfrica), grup abolicionista que condemnava qualsevol tipus d'esclavitud.
El 1786, va tenir un paper clau en el cas d'Henry Demane, un home negre segrestat que havia de ser enviat de tornada a les Índies Occidentals. Cugoano es va posar en contacte amb Granville Sharp, un conegut abolicionista, que va poder treure a Demane del vaixell abans que embarqués.
El 1787, possiblement amb l'ajuda del seu amic Olaudah Equiano, Cugoano va publicar una obra abolicionista titulada Pensaments i sentiments sobre el mal i malvat tràfic de l'esclavitud i el comerç de l'espècie humana (1787). A hores d'ara un devot cristià, la seva obra estava informada per la creença religiosa de Cugoano, i va utilitzar arguments al voltant del cristianisme i l'economia i la política globals per a aquesta causa. El treball demanava l'abolició de l'esclavitud i l'emancipació immediata de totes les persones esclavitzades. Argumenta que el deure d'una persona esclavitzada és escapar de l'esclavitud, i que s'hauria d'utilitzar la força per evitar una nova esclavitud. L'obra va ser enviada a destacades figures polítiques britàniques com George III, el príncep de Gal·les i Edmund Burke. Una versió més curta de l'obra es va publicar el 1791, amb subscriptors que inclouen artistes destacats com Cosway, Joshua Reynolds, James Northcote i Joseph Nollekens, "indicant la seva suport a la missió de Cugoano". En el treball escurçat, adreçat als "Fills d'Àfrica", Cugoano va expressar un suport qualificat als esforços per establir una colònia a Sierra Leone per a Londres. "Pobres Negres" (majoritàriament esclaus afroamericans alliberats que havien estat traslladats a Londres després de la Guerra Revolucionària Americana; altres primers colons van ser els Colons de Nova Scotian , és a dir Lealistes negres, també antics esclaus nord-americans, de Nova Escòcia, que van optar per traslladar-se a Sierra Leone). Cugoano va demanar l'establiment d'escoles a Gran Bretanya especialment per als estudiants africans.
El 1791, Cugoano es va traslladar amb els Cosways al número 12 de Queen Street a Mayfair. La seva darrera carta coneguda, escrita el 1791, esmenta viatjar a "més de cinquanta llocs" per promocionar el llibre i que va trobar que "la complexió és un prejudici predominant". Cugoano volia viatjar a Nova Escòcia per reclutar colons per a la proposta de colònia lliure de britànics africans a Sierra Leone, però no se sap si ho va fer.
Després de 1791, Cugoano desapareix del registre històric i és probable que morís el 1791 o el 1792.

## Commemoració
El novembre de 2020, una Patrimoni anglès placa blava en honor a Cugoano es va donar a conèixer a Schomberg House a Pall Mall, Londres, on havia viscut i treballat amb els Cosway des de 1784 fins a 1791.
El 20 d'agost de 2023, l'església de Sant Jaume de Piccadilly va dedicar una nova placa en honor al 250è aniversari del bateig de Cugoano allà l'any 1773, l'única data registrada de la seva vida. L'artista Che Lovelace de St James també va encarregar la creació d'una nova obra d'art en commemoració de l'aniversari del baptisme de Cugoano, que s'instal·larà a l'entrada de l'església el 20 de setembre de 2023: la primera obra d'art permanent encarregada per l'església de Sant Jaume, així com la primera del món que commemora Cugoano.